# Mount Carmel (Florida)
Mount Carmel es un lugar designado por el censo ubicado en el condado de Santa Rosa en el estado estadounidense de Florida. En el Censo de 2010 tenía una población de 227 habitantes y una densidad poblacional de 16,53 personas por km².

## Geografía
Mount Carmel se encuentra ubicado en las coordenadas 30°59′30″N 87°7′28″O / 30.99167, -87.12444. Según la Oficina del Censo de los Estados Unidos, Mount Carmel tiene una superficie total de 13.73 km², de la cual 13.69 km² corresponden a tierra firme y (0.32%) 0.04 km² es agua.

## Demografía
Según el censo de 2010, había 227 personas residiendo en Mount Carmel. La densidad de población era de 16,53 hab./km². De los 227 habitantes, Mount Carmel estaba compuesto por el 97.36% blancos, el 0% eran afroamericanos, el 1.32% eran amerindios, el 0% eran asiáticos, el 0% eran isleños del Pacífico, el 0% eran de otras razas y el 1.32% pertenecían a dos o más razas. Del total de la población el 0.44% eran hispanos o latinos de cualquier raza.